# Verpleeguniform

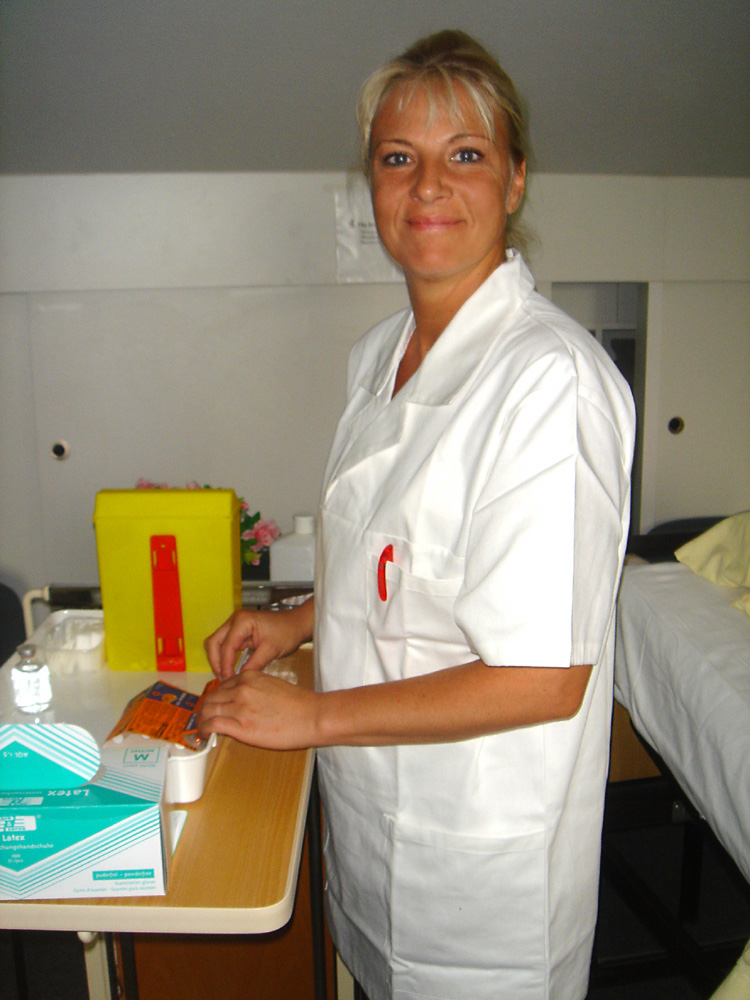
Verpleegkundige in het ziekenhuis

Een verpleeguniform is de werkkleding die verpleegkundigen of verzorgenden in een ziekenhuis, verpleeghuis of andere instelling voor gezondheidszorg dragen.

## Geschiedenis
Het verpleeguniform bestaat al vrij lang. De eerste uniformen waren afgeleid van de nonnenkledij. Deze kleding was gemaakt van dikke stoffen, bestond uit meerdere lagen en was niet comfortabel in het dragen. In de jaren 1970, 1980 en 1990 onderging het uniform drastische veranderingen. De gebruikte stof werd steeds dunner, de verschillende lagen verdwenen en uiteindelijk werd het vervangen door scrubs, bestaande uit een broek en een jasje (ook wel geassocieerd met een pyjama). Dames droegen tot de jaren 1970 vaak een kapje.

## Doel
Het oorspronkelijke doel van het uniform was hygiëne. Zodat de patiënt als de verpleegkundige worden beschermd tegen infecties en / of besmetting. Tegenwoordig is deze gedachte achterhaald dat een uniform zou beschermen tegen ziekten.
Een ander (bijkomend) doel van het uniform is de herkenning van medisch personeel door patiënten en bezoekers. Vooral dit argument komt ter sprake als er wordt gediscussieerd over de uniformen versus praktijkshirts ("scrubs").

## Richtlijnen
Hoewel het beleid ten aanzien van het uniform per instelling kan verschillen zijn er vaak landelijke richtlijnen. Zo dient het uniform eigen kleding (indien gedragen) te bedekken en moet het uniform dagelijks en bij zichtbare vervuiling worden vervangen. Vaak wordt het uniform door de instelling verstrekt en onderhouden/gewassen.

## Onderdelen van het verpleeguniform
De meeste verpleeguniformen verschillen van elkaar. Dit komt doordat iedere instelling een eigen kleur, stof en model kiest. Ook (inter)nationaal bestaat er geen uniforme werkkleding voor verpleegkundigen. Ieder land heeft zijn eigen stijl. Aan de meeste uniformen is wel te zien welke functie de drager heeft.

### Kledingvoorschriften
- Jurk met korte mouwen (niet gangbaar meer)
- Broek en jasje met korte mouwen (gesloten gedragen)
- Schoenen, sandalen of (kunststof) klompen
- Vest met lange mouwen: bij niet patiëntgebonden activiteiten
- Identificatie badge of speld met naam, functie en naam instelling/afdeling/sector
- Hoofddoek (bijvoorbeeld bij moslima's)
- Sluier of een kapje (niet gangbaar meer)

### Aanvullende kledingvoorschriften
Ziekenhuizen of instellingen hebben vaak ook nog aanvullende kleding voorschriften.
- Geen sieraden (ringen, polshorloges, armbanden, nagelpiercings, grote oorbellen).
- Nagels kortgeknipt en schoon, geen nagellak
- Lang haar wordt opgestoken of bijeengebonden gedragen
- Baard en of snor kortgeknipt
- Alleen wegwerpbare zakdoeken worden gebruikt
- Eventueel aanvullende werkmaterialen: schaar, kocher, schrijfmateriaal, klokje of zandloper cq polsteller

### Wegwerpkledingvoorschriften
Bij sommige beroepen wordt er gewerkt met gevaarlijke stoffen (bijvoorbeeld cytostatica), hierbij is ook het kledingvoorschrift op aangepast.
- Vocht ondoorlaatbaar schort met lange mouwen, altijd gesloten
- Steriele handschoenen bij operaties of in omgang met steriele materialen
- Niet steriele handschoenen bij wondverzorging of bloedafname
- Beschermende bril of spatscherm
- Chirurgisch mond-neusmasker: bij chirurgische ingrepen of isolatieverpleging
- Filter-mond-neusmasker: bij aerogene isolatieverpleging, bijvoorbeeld bij patiënten met tbc

## Stereotiep uniform

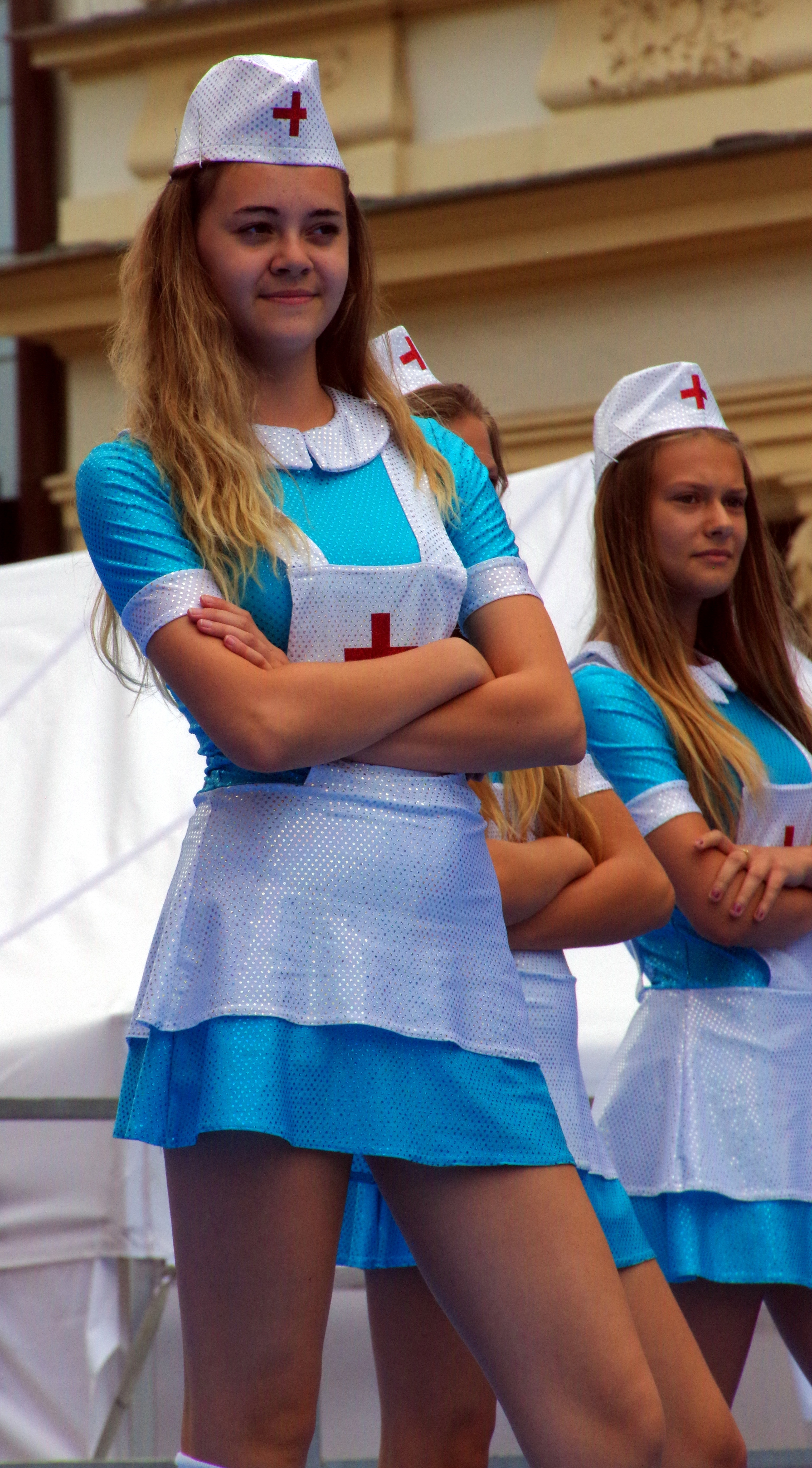
Stereotiep verkleeduniform

Het stereotiepe beeld van de verpleegkundige - in dit verband aangeduid als zuster - wordt uitgebeeld door de verpleegstersjurk. Doorgaans een kort wit jurkje, kapje met rood kruis erop, haren los gedragen. Vaak gebruikt in de media (zoals in de film Ja zuster, nee zuster) en op beterschapskaarten. 
Hiermee samen hangt het stereotiepe beeld van de hoofdzuster: nors/streng kijkende oudere vrouw in smetteloos witte jurk, kousen, opgestoken (grijs) haar, (lees)brilletje. Zie de film One Flew Over the Cuckoo's Nest.